# Pavel Seifter
Pavel Seifter (* 27. května 1938) je český historik, signatář Charty 77, diplomat a bývalý vydavatel samizdatu Historické studie.

## Osobní život
Do roku 1968 přednášel moderní dějiny. Po Invazi do Československa v srpnu 1968 byl propuštěn ze zaměstnání a do roku 1989 se živil mytím oken. Aktivně se zapojil do disidentského hnutí, stal se signatářem Charty 77 a od listopadu 1989 jedním z protagonistů sametové revoluce. Po aktivní práci v Občanském fóru spoluzaložil Institut moderních dějin a od roku 1993 pracoval jako ředitel odboru mezinárodních vztahů při Kanceláři prezidenta Václava Havla.
V letech 1997–2003 působil jako velvyslanec České republiky ve Spojeném království Velké Británie a Severního Irska.

## Ocenění
Seifter obdržel pamětní stříbrnou medaili Jana Masaryka během oslavy 30. výročí sametové revoluce od velvyslance České republiky 5. listopadu 2019 v Londýně.
Roku 2023 převzal medaili ministra zahraničních věcí Za zásluhy o diplomacii.